# Sisyrinchium rectilineum
Sisyrinchium rectilineum är en irisväxtart som beskrevs av Pierfelice Ravenna. Sisyrinchium rectilineum ingår i släktet gräsliljor, och familjen irisväxter. Inga underarter finns listade i Catalogue of Life.